# Javakarp
Javakarp (Osteochilus vittatus) är en fiskart som först beskrevs av Achille Valenciennes 1842.  Javakarp ingår i släktet Osteochilus och familjen karpfiskar. IUCN kategoriserar arten globalt som livskraftig. Inga underarter finns listade i Catalogue of Life.